# Cuerpo de descomposición
En álgebra abstracta, se puede considerar el cuerpo de descomposición de un polinomio (o familia de polinomios) o de un cuerpo.

## Cuerpo de descomposición de un polinomio
Dado un cuerpo {\displaystyle K}, y un polinomio no constante {\displaystyle p(X)\in K[X]} (con coeficientes en {\displaystyle K}) de grado {\displaystyle n>0}, se define el cuerpo de descomposición de {\displaystyle p} como un cuerpo {\displaystyle E_{p}} que cumple:
- Que el polinomio {\displaystyle p(X)} descompone completamente en {\displaystyle E_{p}}, es decir, que se puede expresar {\displaystyle p(X)} como

{\displaystyle p(X)=\alpha \prod _{i=1}^{n}(X-\alpha _{i})}, con {\displaystyle \alpha \in K,\alpha _{i}\in E_{p}.}
- Que el cuerpo sea minimal con la propiedad anterior.

Es decir, el cuerpo de descomposición es el que resulta de adjuntar a {\displaystyle K} todas las raíces del polinomio {\displaystyle p(X)}: 
{\displaystyle E_{p}=K(\alpha _{1},\alpha _{2},\ldots ,\alpha _{n})}.

### Cuerpo de descomposición de una familia de polinomios
El cuerpo de descomposición de una familia de polinomios {\displaystyle T\subseteq K[X]} es, análogamente a lo anteriormente expuesto, el cuerpo minimal en el que descomponen completamente todos los polinomios {\displaystyle p(X)\in T\subseteq K[X]}.

## Cuerpo de descomposición de un cuerpo
Dado un cuerpo {\displaystyle K}, el cuerpo de descomposición de {\displaystyle K} es el cuerpo de descomposición de la familia de polinomios {\displaystyle K[X];} es decir, el cuerpo que contiene todas las raíces de todos los polinomios con coeficientes en {\displaystyle K.}
En este caso se le llama clausura algebraica de {\displaystyle K} y se le denota por {\displaystyle {\bar {K}}}.
Se cumple que cualquier cuerpo Ω algebraicamente cerrado que contenga a {\displaystyle K}, también contiene a {\displaystyle {\bar {K}}}:
{\displaystyle \forall \,\Omega {\mbox{ algebr. cerrado, }}K\subseteq \Omega \Rightarrow K\subseteq {\bar {K}}\subseteq \Omega }